# El Pilar (Madrid)
El Pilar, nombrado frecuentemente como barrio del Pilar, es un barrio situado en el noroeste de la ciudad de Madrid (España) perteneciente al distrito de Fuencarral-El Pardo. El Pilar limita al oeste con el barrio de Peñagrande al este con el barrio de La Paz, al norte con el barrio de Mirasierra y al sur con el barrio de Valdeacederas perteneciente al distrito de Tetuán.

## Ubicación
Su espacio geográfico tradicional viene limitado al norte por la avenida del Cardenal Herrera Oria (conocida popularmente como carretera de la Playa), al sur por la calle Sinesio Delgado, al este por el paseo de la Castellana y al oeste por la calle de la Isla de Tabarca. Estos límites no coinciden exactamente con los oficiales, que son: por el este, la calle Ginzo de Limia; por el sur, la calle Sinesio Delgado; por el oeste, las calles Villaamil y Camino de Ganapanes; y por el norte, la avenida de la Ilustración. De acuerdo con estos límites, el polideportivo barrio del Pilar y el centro de atención primaria barrio del Pilar se hallarían en La Paz y las fiestas del barrio se habrían estado celebrando en Peñagrande.

## Demografía
El número de habitantes de este barrio asciende a 52 358, viviendo unas 235 personas en cada hectárea, lo que le convierte en uno de los barrios con mayor densidad de población de Europa. El 88,43% de la población es de nacionalidad española, mientras que el 11,57% tiene nacionalidad extranjera.

## Historia
La construcción del barrio, iniciada a principios de los años 1960, corrió a cargo de la iniciativa privada del promotor José Banús, que se aprovechó de amplias superficies disponibles (vacías completamente de edificación) que habían pertenecido a la Compañía de Jesús, y del suelo barato, para construir grandes conjuntos de Vivienda de Protección Oficial con pisos modestos que albergasen a la masiva inmigración obrera que empezaba a recibir Madrid, procedente de zonas rurales de toda España. Las construcciones, de calidad deficiente, aprovechaban al máximo las parcelas en superficie y altura, sin atender apenas a la necesidad de equipamientos, transporte público y servicios que semejante masificación de población hubiese requerido. 
El descontento por la falta de servicios pronto comenzó a organizarse para exigir el equipamiento prometido por la inmobiliaria, pero será el proyecto de un centro comercial en la vaguada del arroyo de la Veguilla el que intensificará la participación ciudadana y centralizará las principales movilizaciones de la asociación La Vaguada es Nuestra. Las negociaciones con la promotora y la administración fueron duras y largas hasta conseguir superficie para usos educativos, cívicos, recreativos y deportivos.

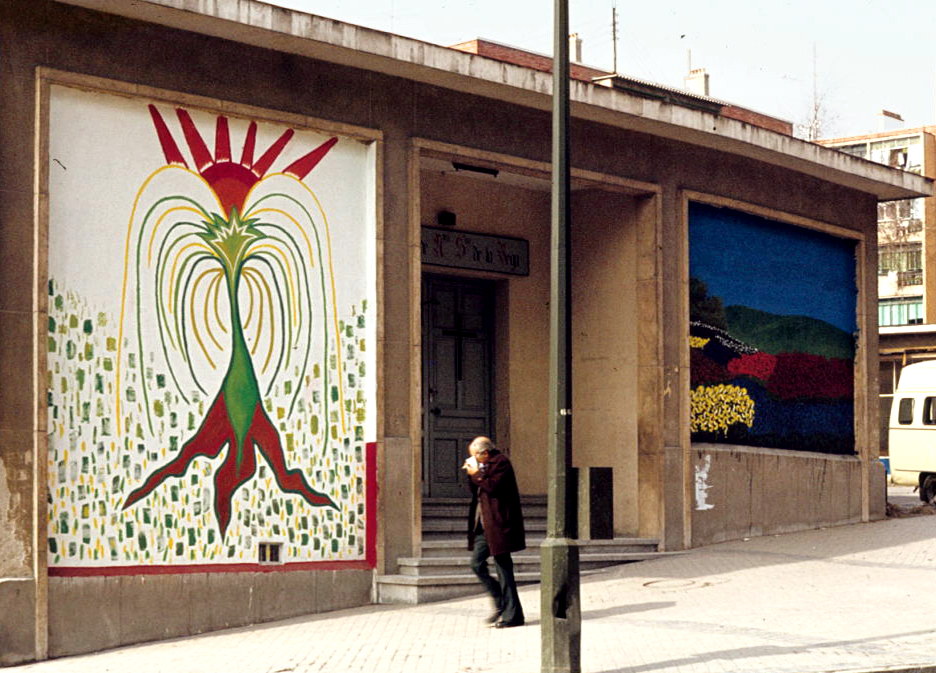
Barrio del Pilar en la década de 1970

A partir de 1970 y aprovechando los grandes huecos sin construir que todavía quedaban, se construyeron las edificaciones conocidas como Altamira e Iberia 2, de mejor calidad, orientadas a población de mayor nivel económico, gracias a la revalorización del suelo, por su buena ubicación y su cercanía a las masas forestales de la zona noroeste de Madrid.

En 1983 fue inaugurado el Centro Comercial La Vaguada, originalmente llamado Centro comercial Madrid 2, el primero de estas características en la ciudad. Su puesta en marcha posibilitó nuevas formas en las relaciones, facilitadas además por la nueva red viaria y la mejora de los transportes públicos.

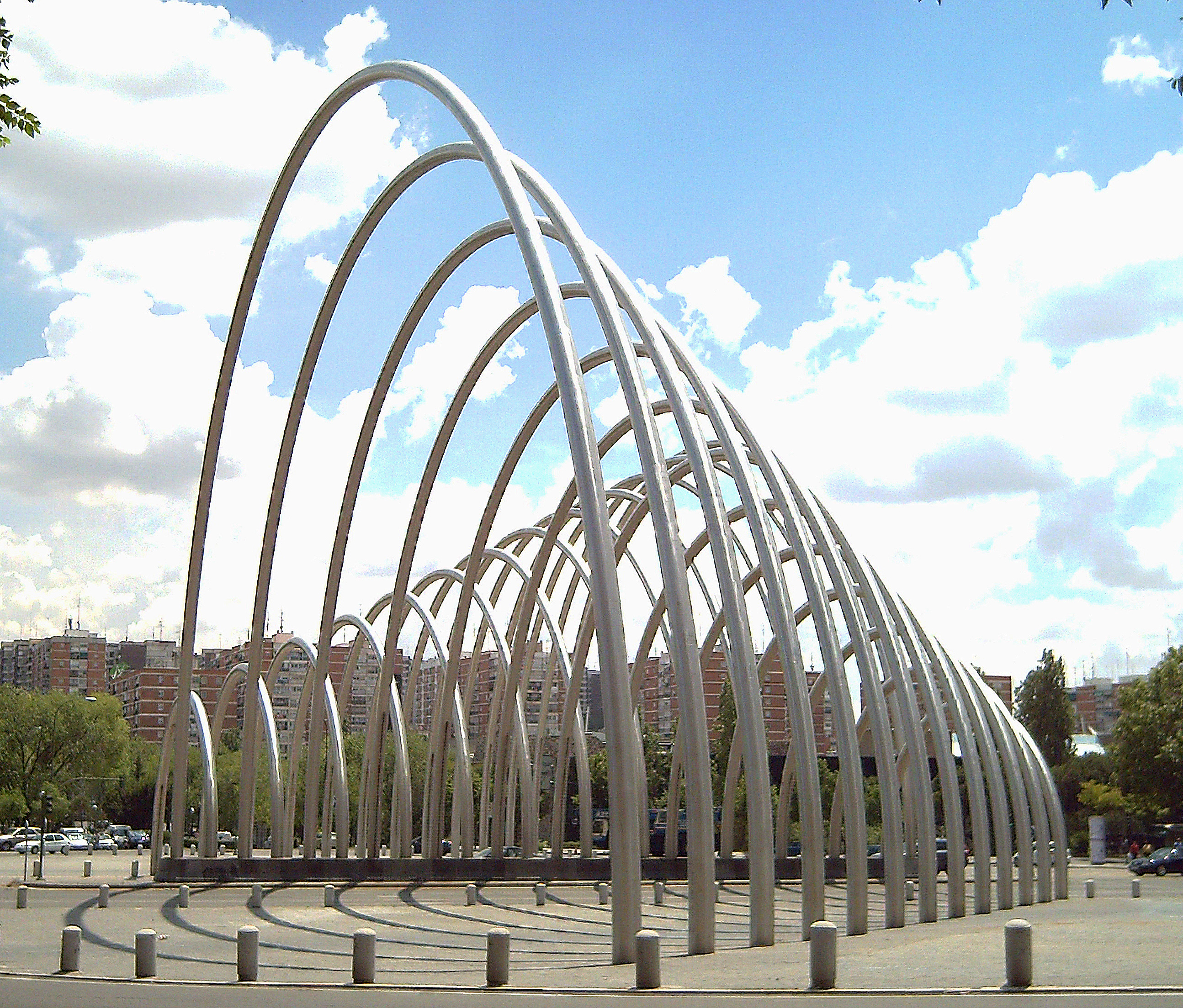
Puerta de la Ilustración (A. Alfaro, 1990)

Actualmente sigue siendo un barrio fundamentalmente residencial, donde predominan los bloques de edificios altos, incluso por encima de diez alturas, pese a lo cual cuenta con varios parques como son el parque Norte, el parque de la Vaguada y el parque de Altamira.

## Equipamientos y servicios

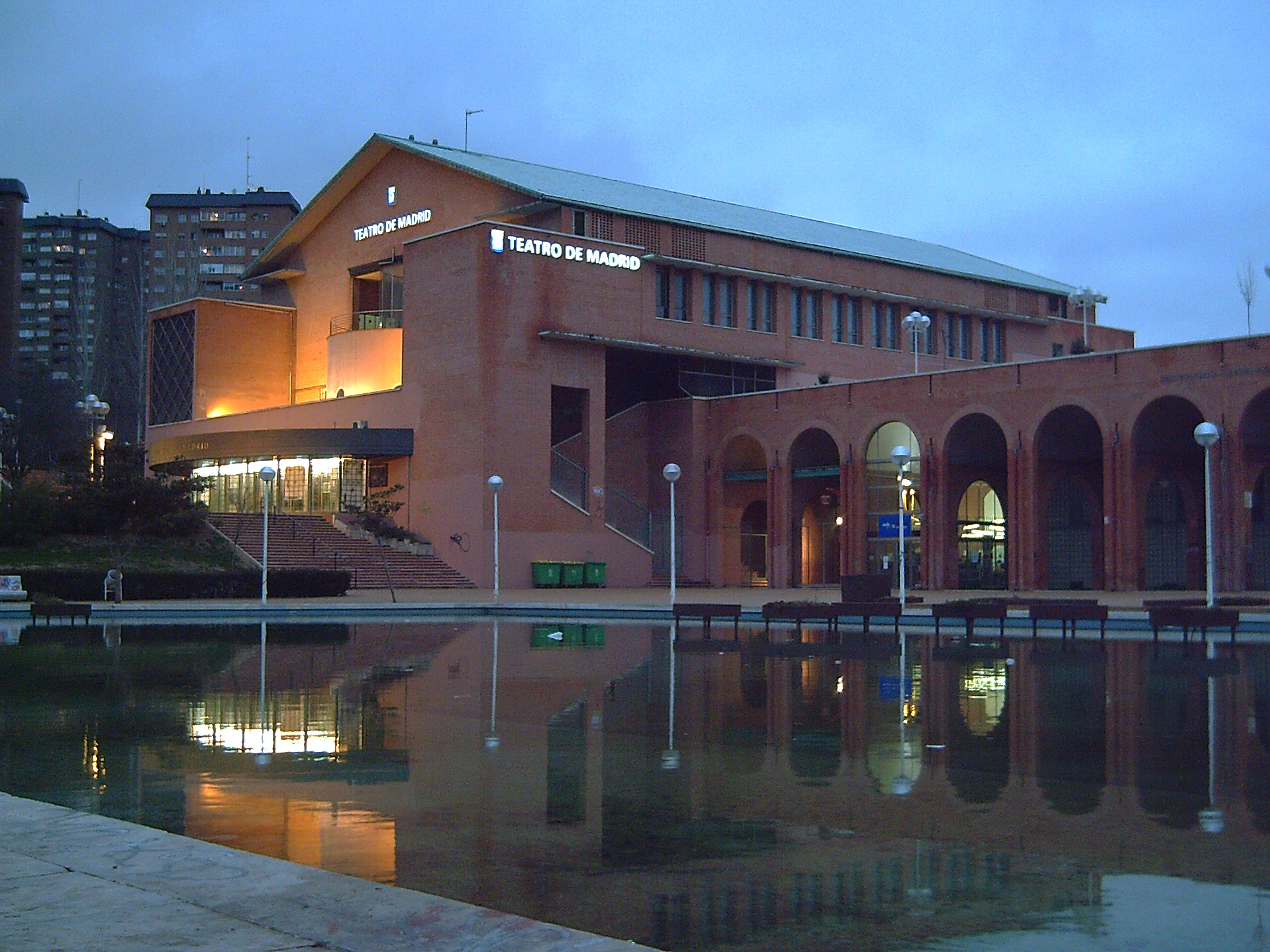
Teatro de Madrid, junto al parque de La Vaguada

La Junta del distrito de Fuencarral-El Pardo está ubicada en este barrio, que también cuenta con un centro de salud de la Comunidad de Madrid y un centro de salud municipal así como varios servicios más:
- Biblioteca municipal
- Teatro de Madrid
- Centro Cívico de mayores
- Centro Cultural
- Centro Comercial La Vaguada

Posee un gran polideportivo municipal con piscinas de verano, climatizadas, varios campos de fútbol y canchas de tenis, baloncesto y fútbol sala, gimnasio, pabellón polideportivo, etc. También posee otra piscina climatizada en el parque de la Vaguada.

## Fiestas

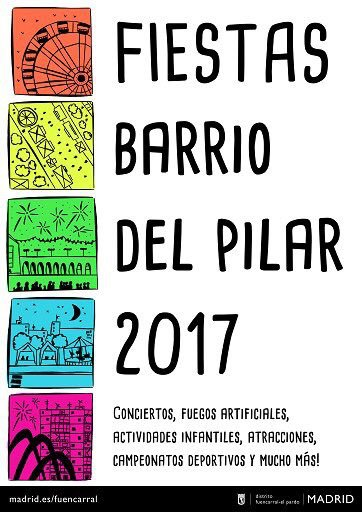
Cartel publicitario de las Fiestas del barrio del Pilar de 2017

Coincidiendo con las fiestas de la Virgen del Pilar, la semana del 12 de octubre, el barrio celebra sus fiestas, con una gran feria, conciertos, carpas de asociaciones culturales y deportivas, colectivos del barrio o partidos políticos.

## Transporte y comunicaciones
La avenida de la Ilustración, en este barrio, es el único tramo de la circunvalación de Madrid M-30 que cuenta con semáforos y cruces a nivel con la avenida de Betanzos, la calle de Ginzo de Limia y la calle de Sangenjo.

### Cercanías Madrid
No hay ninguna estación de Cercanías en el barrio. Las más cercanas son la de Pitis (C-7 y C-8, barrio de Mirasierra) a la que se llega mediante la línea 7 de metro y la línea 49 de la EMT; Mirasierra-Paco de Lucía a la que se accede a través de la línea 9 de metro y la línea 134 de la EMT; y Ramón y Cajal (C-7 y C-8, barrio de Valverde) a la que se llega mediante las líneas 67 y 83 de la EMT.

### Metro de Madrid
El barrio cuenta con estaciones en las líneas 7 y 9:
- Línea 7: Recorre el subsuelo del Camino de Ganapanes, con una parada en el barrio: Peñagrande. Además, las estaciones Antonio Machado y Avenida de la Ilustración están muy cerca de los límites del barrio.
- Línea 9: Recorre la calle Ginzo de Limia, con dos paradas: Barrio del Pilar y Herrera Oria.

### Autobuses

#### Líneas urbanas
Dentro de la red de la Empresa Municipal de Transportes de Madrid, las siguientes líneas prestan servicio:
| Línea | Terminales                                 |
| ----- | ------------------------------------------ |
| 42    | Plaza de Castilla – Peñagrande             |
| 49    | Plaza de Castilla – Pitis                  |
| 67    | Plaza de Castilla – B.o Peñagrande         |
| 83    | Moncloa – Barrio de la Paz                 |
| 124   | Cuatro Caminos – Lacoma                    |
| 126   | Nuevos Ministerios – Barrio del Pilar      |
| 127   | Cuatro Caminos – Ciudad de los Periodistas |
| 128   | Cuatro Caminos – Barrio del Pilar          |
| 132   | Moncloa – Hospital La Paz                  |
| 133   | Callao – Mirasierra                        |
| 134   | Plaza de Castilla – Montecarmelo           |
| 137   | Ciudad Puerta de Hierro – Fuencarral       |
| 147   | Callao – Barrio del Pilar                  |
| 179   | Plaza de Castilla - El Pardo               |
| N21   | Cibeles – Arroyo del Fresno                |
| N22   | Cibeles – Barrio de La Paz                 |
| N23   | Cibeles – Montecarmelo                     |

Asimismo, la línea interurbana 815 tiene parada dentro de los límites del barrio.